# Philipp Muntwiler
Philipp Muntwiler (* 25. Februar 1987 in Wil SG) ist ein ehemaliger Schweizer Fussballspieler und heutiger Fussballtrainer.

## Karriere

### Spieler
Nach der Zeit bei seinem Jugendverein FC Bazenheid wechselte Philipp Muntwiler in den Nachwuchs des FC Wil. Von dort aus führte sein Weg 2002 in die U18-Mannschaft des damals in der Super League spielenden FC St. Gallen und von dort aus 2005 in die U21-Mannschaft. Nach einem eher kurzen Leihengagement beim FC Wil schaffte „Munti“, wie er von seinen Fans genannt wird, in der Saison 2005/06 unter Trainer Ralf Loose den Sprung in die erste Mannschaft des FC St. Gallen und absolvierte seine ersten drei Einsätze in der Super League.
In der Saison 2006/07 entwickelte sich Muntwiler sowohl spielerisch als auch taktisch hervorragend und wurde bereits in zwei Dritteln aller Partien (24 von 36 Spielen) eingesetzt. Einen unrühmlichen Höhepunkt setzte in diesem Fussballjahr jedoch ein anderes Ereignis: Philipp Muntwiler entschied mit seinem Einsatz gegen den FC Zürich am 1. April 2007 indirekt die schweizerische Fussballmeisterschaft, da er am Tag zuvor in einem Spiel mit der U21 des Feldes verwiesen worden und somit eigentlich nicht spielberechtigt war. Die sportliche Abteilung des FC St. Gallen hatte sich bei der Abklärung, ob der Spieler eingesetzt werden dürfe oder nicht, jedoch nicht an die richtige Instanz gewandt. Muntwiler wurde beim torlosen Spiel gegen den FCZ rund eine Viertelstunde vor Schluss eingewechselt; die Disziplinarkommission der Swiss Football League wertete die Begegnung im Nachhinein als 3:0-Forfait-Sieg für die Zürcher. Der FC Zürich gewann in Folge die Meisterschaft mit einem Punkt Vorsprung auf den FC Basel.
In der Saison 2007/08, machte Muntwiler weitere Fortschritte und sicherte sich, damals unter Rolf Fringer, einen Stammplatz im defensiven Mittelfeld. Mit dessen Nachfolger Krassimir Balakow stieg er jedoch in die Challenge League ab. Seinem Engagement in St. Gallen tat dies allerdings keinen Abbruch; ganz im Gegenteil: Muntwiler verlängerte seinen Vertrag im Herbst 2008 vorzeitig um ein Jahr bis zum 30. Juni 2010. Ein Jahr nach dem Abstieg gelang es dem FCSG wieder für zwei Jahre höchstklassig zu sein. Im Jahr 2011 stiegen die Ostschweizer aber wieder ab, um ein Jahr später wieder aufzusteigen.
Muntwiler wechselte im Sommer 2012 zum FC Luzern.
Im September 2013 wechselte er leihweise zum FC Vaduz in die Challenge League, wo er am Ende der Saison 2013/14 den Aufstieg in die Schweizer Super League feiern durfte. Der FC Vaduz verpflichtete ihn daraufhin im Sommer 2014 definitiv. Er unterzeichnete einen Vertrag für zwei Jahre bis zum Sommer 2016 und verlängerte diesen immer schrittweise um ein Jahr bis zum Sommer 2019.
Am 1. Juli 2019 gab der Zweitligist FC Wil die Verpflichtung des Mittelfeldspielers bis 2021 bekannt. Im April 2022 verlängerte Muntwiler seinen Vertrag um ein weiteres Jahr bis Sommer 2023. Im Februar 2023 verlängerte er seinen Vertrag wiederum um ein Jahr bis 2024. Im November 2023 kündigte Muntwiler als Captain an, seine aktive Karriere auf Ende Jahr zu beenden. Anschliessend würde er für die Rückrunde Co-Trainer seiner Mannschaft werden. Der bisherige Co-Trainer Gianluca Frontino wechselte zum FC Zürich. Sein letztes Spiel absolvierte Muntwiler am 15. Dezember 2023 gegen Stade Nyonnais, das die Wiler mit 3:2 gewannen.

### Nationalmannschaft
Im Jahr 2007 bestritt Muntwiler sieben Partien für die Schweizer U-20-Auswahl sowie eine Begegnung bei der U-21. Beim Testspiel gegen Schweden (0:0) in Helsingborg wurde er in der 89. Minute für Pirmin Schwegler eingewechselt.

### Trainer
Im März 2023 wurde Philipp Muntwiler als neuer Co-Trainer des 2. Liga interregional Vereins FC Bazenheid vorgestellt. Das Amt gab es auf Ende 2023 auf, als er seine Aktivkarriere beendete und neuer Co-Trainer beim FC Wil wurde und gleichzeitig als Trainer der U20 der Wiler übernahm.

## Titel und Erfolge
FC Vaduz
- Liechtensteiner Pokalsieger: 2014, 2015, 2016, 2017, 2018, 2019